# Az NSZK az 1980. évi téli olimpiai játékokon
Az NSZK az egyesült államokbeli Lake Placidben megrendezett 1980. évi téli olimpiai játékok egyik részt vevő nemzete volt. Az országot az olimpián 10 sportágban 80 sportoló képviselte, akik összesen 5 érmet szereztek.

## Érmesek
| Érem  | Versenyző                                               | Sportág     | Versenyszám            |
| ----- | ------------------------------------------------------- | ----------- | ---------------------- |
| Ezüst | Christa Kinshofer-Güthlein                              | Alpesisí    | Női műlesiklás         |
| Ezüst | Irene Epple                                             | Alpesisí    | Női óriás-műlesiklás   |
| Bronz | Franz Bernreiter Hans Estner Peter Angerer Gerd Winkler | Biatlon     | Férfi 4 × 7,5 km váltó |
| Bronz | Dagmar Lurz                                             | Műkorcsolya | Női egyéni             |
| Bronz | Anton Winkler                                           | Szánkó      | Férfi egyes            |

## Alpesisí
Férfi
| Versenyző            | Versenyszám      | 1. futam | 1. futam | 2. futam | 2. futam | Összesítés | Összesítés |
| Versenyző            | Versenyszám      | Idő      | Hely.    | Idő      | Hely.    | Idő        | Helyezés   |
| -------------------- | ---------------- | -------- | -------- | -------- | -------- | ---------- | ---------- |
| Albert Burger        | Műlesiklás       | 56,98    | 24.      | kizárták | kizárták | kiesett    | kiesett    |
| Albert Burger        | Óriás-műlesiklás | 1:22,59  | 24.      | 1:23,53  | 19.      | 2:46,12    | 20.        |
| Sepp Ferstl          | Műlesiklás       | 1:01,77  | 30.      | 57,53    | 25.      | 1:59,30    | 25.        |
| Sepp Ferstl          | Óriás-műlesiklás | 1:25,86  | 39.      | 1:27,17  | 34.      | 2:53,03    | 34.        |
| Christian Neureuther | Műlesiklás       | 54,37    | 5.       | 50,77    | 3.       | 1:45,14    | 5.         |
| Michael Veith        | Lesiklás         |          |          |          |          | 1:50,00    | 23.        |
| Frank Wörndl         | Műlesiklás       | 55,30    | 13.      | 51,89    | 10.      | 1:47,19    | 10.        |
| Frank Wörndl         | Óriás-műlesiklás | 1:21,70  | 13.      | 1:23,88  | 22.      | 2:45,58    | 17.        |

Női
| Versenyző                  | Versenyszám      | 1. futam      | 1. futam      | 2. futam      | 2. futam      | Összesítés | Összesítés |
| Versenyző                  | Versenyszám      | Idő           | Hely.         | Idő           | Hely.         | Idő        | Helyezés   |
| -------------------------- | ---------------- | ------------- | ------------- | ------------- | ------------- | ---------- | ---------- |
| Monika Bader               | Lesiklás         |               |               |               |               | 1:41,96    | 21.        |
| Pamela Behr                | Műlesiklás       | nem ért célba | nem ért célba | kiesett       | kiesett       | kiesett    | kiesett    |
| Irene Epple                | Lesiklás         |               |               |               |               | 1:41,68    | 19.        |
| Irene Epple                | Műlesiklás       | 45,14         | 15.           | nem ért célba | nem ért célba | kiesett    | kiesett    |
| Irene Epple                | Óriás-műlesiklás | 1:14,75       | 2.            | 1:27,37       | 4.            | 2:42,12    |            |
| Maria Epple                | Óriás-műlesiklás | 1:16,20       | 8.            | 1:29,36       | 11.           | 2:45,56    | 8.         |
| Christa Kinshofer-Güthlein | Műlesiklás       | 42,74         | 2.            | 43,76         | 2.            | 1:26,50    |            |
| Christa Kinshofer-Güthlein | Óriás-műlesiklás | 1:15,19       | 3.            | 1:27,44       | 5.            | 2:42,63    | 5.         |
| Evi Mittermaier            | Lesiklás         |               |               |               |               | 1:41,26    | 17.*       |
| Regine Mösenlechner        | Műlesiklás       | nem ért célba | nem ért célba | kiesett       | kiesett       | kiesett    | kiesett    |
| Regine Mösenlechner        | Óriás-műlesiklás | 1:17,70       | 16.           | nem ért célba | nem ért célba | kiesett    | kiesett    |
| Marianne Zechmeister       | Lesiklás         |               |               |               |               | 1:39,96    | 9.         |

* - egy másik versenyzővel azonos eredményt ért el

## Biatlon
| Versenyző                                               | Versenyszám      | Lövőhiba | Időeredmény | Helyezés |
| ------------------------------------------------------- | ---------------- | -------- | ----------- | -------- |
| Peter Angerer                                           | 10 km sprint     | 4        | 34:13,43    | 8.       |
| Peter Angerer                                           | 20 km egyéni     | 8        | 1:16:07,60  | 27.      |
| Fritz Fischer                                           | 10 km sprint     | 4        | 36:29,87    | 27.      |
| Alois Kanamüller                                        | 20 km egyéni     | 6        | 1:17:34,80  | 29.      |
| Gerd Winkler                                            | 10 km sprint     | 1        | 34:24,16    | 10.      |
| Gerd Winkler                                            | 20 km egyéni     | 7        | 1:17:48,57  | 30.      |
| Franz Bernreiter Hans Estner Peter Angerer Gerd Winkler | 4 × 7,5 km váltó | 2        | 1:37:30,26  |          |

## Bob
| Versenyző                                                      | Versenyszám | 1. futam | 1. futam | 2. futam | 2. futam | 3. futam | 3. futam | 4. futam | 4. futam | Összesítés | Összesítés |
| Versenyző                                                      | Versenyszám | Idő      | Hely.    | Idő      | Hely.    | Idő      | Hely.    | Idő      | Hely.    | Idő        | Helyezés   |
| -------------------------------------------------------------- | ----------- | -------- | -------- | -------- | -------- | -------- | -------- | -------- | -------- | ---------- | ---------- |
| Peter Hell Heinz Busche                                        | Kettes      | 1:03,87  | 12.      | 1:03,63  | 7.       | 1:02,91  | 4.       | 1:03,33  | 7.       | 4:13,74    | 8.         |
| Georg Großmann Alexander Wernsdorfer                           | Kettes      | 1:03,50  | 7.       | 1:04,93  | 20.      | 1:03,85  | 13.      | 1:03,85  | 10.      | 4:16,13    | 12.        |
| Peter Hell Hans Wagner Heinz Busche Walter Barfuß              | Négyes      | 1:01,14  | 8.       | 1:01,22  | 8.       | 1:00,57  | 8.       | 1:01,47  | 11.      | 4:04,40    | 7.         |
| Alois Schnorbus Lothar Pongratz Jürgen Hofmann Martin Meinberg | Négyes      | 1:01,54  | 14.      | 1:01,47  | 11.      | 1:00,93  | 10.      | 1:01,21  | 8.       | 4:05,15    | 10.        |

## Északi összetett
| Versenyző        | Síugrás | Síugrás | Sífutás | Sífutás | Sífutás | Összesítés | Összesítés |
| Versenyző        | Pont    | Hely.   | Idő     | Pont    | Hely.   | Pont       | Helyezés   |
| ---------------- | ------- | ------- | ------- | ------- | ------- | ---------- | ---------- |
| Günther Abel     | 184,9   | 18.     | 50:53,7 | 191,620 | 22.     | 376,520    | 20.        |
| Urban Hettich    | 174,2   | 23.     | 48:09,0 | 216,325 | 4.      | 390,525    | 14.        |
| Hubert Schwarz   | 219,6   | 3.      | 51:54,2 | 182,545 | 23.     | 402,145    | 9.         |
| Hermann Weinbuch | 187,8   | 17.     | 50:14,9 | 197,440 | 17.     | 385,240    | 16.        |

## Gyorskorcsolya
Férfi
| Versenyző       | Versenyszám | Eredmény | Helyezés |
| --------------- | ----------- | -------- | -------- |
| Herbert Schwarz | 1000 m      | 1:44,23~ | 39.      |
| Herbert Schwarz | 1500 m      | 1:59,58  | 12.      |

Női
| Versenyző            | Versenyszám | Eredmény | Helyezés |
| -------------------- | ----------- | -------- | -------- |
| Brigitte Flierl      | 500 m       | 45,28    | 28.      |
| Brigitte Flierl      | 1000 m      | 1:33,61  | 33.      |
| Monika Holzner-Pflug | 500 m       | 44,59    | 25.      |
| Monika Holzner-Pflug | 1000 m      | 1:30,13  | 21.      |
| Sigrid Smuda         | 500 m       | 44,11    | 17.      |
| Sigrid Smuda         | 1000 m      | 1:30,29  | 23.      |
| Sigrid Smuda         | 1500 m      | 2:18,86  | 22.      |
| Sigrid Smuda         | 3000 m      | 4:53,55  | 19.      |

~ - a futam során elesett

## Jégkorong
| Nyugatnémet férfi jégkorongcsapat-játékoskeret                                                                             | Nyugatnémet férfi jégkorongcsapat-játékoskeret                                                                           | Nyugatnémet férfi jégkorongcsapat-játékoskeret                                   |
| --- | --- | -------------------------------------------------------------------------------- |
| - Klaus Auhuber - Uli Egen - Bernd Englbrecht - Hermann Hinterstocker - Martin Hinterstocker - Ernst Höfner - Udo Kießling | - Horst-Peter Kretschmer - Harald Krüll - Holger Meitinger - Rainer Philipp - Joachim Reil - Franz Reindl - Peter Scharf | - Sigmund Suttner - Gerd Truntschka - Vladimir Vacatko - Martin Wild - Hans Zach |

### Eredmények
Kék csoport
| Csapat           | M | Gy | D | V | G+ | G– | Gk  | P |
| ---------------- | - | -- | - | - | -- | -- | --- | - |
| Svédország       | 5 | 4  | 1 | 0 | 26 | 7  | +19 | 9 |
| Egyesült Államok | 5 | 4  | 1 | 0 | 25 | 10 | +15 | 9 |
| Csehszlovákia    | 5 | 3  | 0 | 2 | 34 | 16 | +18 | 6 |
| Románia          | 5 | 1  | 1 | 3 | 13 | 29 | –16 | 3 |
| NSZK             | 5 | 1  | 0 | 4 | 21 | 30 | –9  | 2 |
| Norvégia         | 5 | 0  | 1 | 4 | 9  | 36 | –27 | 1 |

| 1980. február 12. | NSZK (FRG) | 4 – 6 (1–1, 3–2, 0–3) | Románia | Lake Placid |

|  |  |  |  |  |
|  |  |  |  |  |
|  |  |  |  |  |
|  |  |  |  |  |

| 1980. február 14. | NSZK (FRG) | 10 – 4 (5–2, 3–1, 2–1) | Norvégia | Lake Placid |

|  |  |  |  |  |
|  |  |  |  |  |
|  |  |  |  |  |
|  |  |  |  |  |

| 1980. február 16. | Svédország (SWE) | 5 – 2 (1–0, 4–1, 0–1) | NSZK | Lake Placid |

|  |  |  |  |  |
|  |  |  |  |  |
|  |  |  |  |  |
|  |  |  |  |  |

| 1980. február 18. | Csehszlovákia (TCH) | 11 – 3 (5–1, 5–0, 1–2) | NSZK | Lake Placid |

|  |  |  |  |  |
|  |  |  |  |  |
|  |  |  |  |  |
|  |  |  |  |  |

| 1980. február 20. | Egyesült Államok (USA) | 4 – 2 (0–2, 2–0, 2–0) | NSZK | Lake Placid |

|  |  |  |  |  |
|  |  |  |  |  |
|  |  |  |  |  |
|  |  |  |  |  |

| Csapat | Helyezés |
| ------ | -------- |
| NSZK   | 10.      |

## Műkorcsolya
| Versenyző                          | Versenyszám  | Kötelező elemek   | Kötelező elemek | Rövid program     | Rövid program | Kűr               | Kűr   | Összesítés                     | Összesítés                     | Összesítés                     | Összesítés                     | Összesítés                     | Összesítés                     | Összesítés                     | Összesítés                     | Összesítés                     | Összesítés        | Összesítés        | Összesítés  | Összesítés | Összesítés |
| Versenyző                          | Versenyszám  | Kötelező elemek   | Kötelező elemek | Rövid program     | Rövid program | Kűr               | Kűr   | Helyezési pontszámok bírónként | Helyezési pontszámok bírónként | Helyezési pontszámok bírónként | Helyezési pontszámok bírónként | Helyezési pontszámok bírónként | Helyezési pontszámok bírónként | Helyezési pontszámok bírónként | Helyezési pontszámok bírónként | Helyezési pontszámok bírónként | Több. hely. száma | Több. hely. össz. | Hely. össz. | Pont       | Helyezés   |
| Versenyző                          | Versenyszám  | Több. hely. száma | Hely.           | Több. hely. száma | Hely.         | Több. hely. száma | Hely. | 1                              | 2                              | 3                              | 4                              | 5                              | 6                              | 7                              | 8                              | 9                              | Több. hely. száma | Több. hely. össz. | Hely. össz. | Pont       | Helyezés   |
| ---------------------------------- | ------------ | ----------------- | --------------- | ----------------- | ------------- | ----------------- | ----- | ------------------------------ | ------------------------------ | ------------------------------ | ------------------------------ | ------------------------------ | ------------------------------ | ------------------------------ | ------------------------------ | ------------------------------ | ----------------- | ----------------- | ----------- | ---------- | ---------- |
| Rudi Cerne                         | Férfi egyéni | 5×14+             | 15.             | 8×13+             | 13.           | 5×11+             | 11.   | 13,0                           | 13,0                           | 13,0                           | 13,0                           | 13,0                           | 13,0                           | 13,0                           | 12,0                           | 13,0                           | 9×13+             | 116,0             | 116,0       | 159,30     | 13.        |
| Dagmar Lurz                        | Női egyéni   | 6×2+              | 2.              | 7×5+              | 5.            | 7×6+              | 6.    | 3,0                            | 3,0                            | 4,0                            | 3,0                            | 3,0                            | 3,0                            | 3,0                            | 3,0                            | 3,0                            | 8×3+              | 24,0              | 28,0        | 183,04     |            |
| Karin Riediger                     | Női egyéni   | 6×14+             | 15.             | 5×13+             | 13.           | 6×11+             | 11.   | 12,0                           | 15,0                           | 14,0                           | 12,0                           | 13,0                           | 13,0                           | 15,0                           | 12,0                           | 14,0                           | 5×13+             | 62,0              | 120,0       | 166,32     | 13.        |
| Christina Riegel                   | Női egyéni   | 5×17+             | 17.             | 9×19+             | 19.           | 9×18+             | 18.   | 18,0                           | 18,0                           | 18,0                           | 18,0                           | 18,0                           | 18,0                           | 18,0                           | 18,0                           | 18,0                           | 9×18+             | 162,0             | 162,0       | 149,50     | 18.        |
| Christina Riegel Andreas Nischwitz | Páros        |                   |                 | 7×8+              | 8.            | 7×8+              | 8.    | 8,0                            | 8,0                            | 8,0                            | 9,0                            | 9,0                            | 7,0                            | 7,0                            | 8,0                            | 7,0                            | 7×8+              | 53,0              | 71,0        | 131,70     | 8.         |

| Versenyző                           | Versenyszám | Kötelező táncok   | Kötelező táncok | Eredeti (original) tánc | Eredeti (original) tánc | Kűr               | Kűr   | Összesítés                     | Összesítés                     | Összesítés                     | Összesítés                     | Összesítés                     | Összesítés                     | Összesítés                     | Összesítés                     | Összesítés                     | Összesítés        | Összesítés        | Összesítés  | Összesítés | Összesítés |
| Versenyző                           | Versenyszám | Kötelező táncok   | Kötelező táncok | Eredeti (original) tánc | Eredeti (original) tánc | Kűr               | Kűr   | Helyezési pontszámok bírónként | Helyezési pontszámok bírónként | Helyezési pontszámok bírónként | Helyezési pontszámok bírónként | Helyezési pontszámok bírónként | Helyezési pontszámok bírónként | Helyezési pontszámok bírónként | Helyezési pontszámok bírónként | Helyezési pontszámok bírónként | Több. hely. száma | Több. hely. össz. | Hely. össz. | Pont       | Helyezés   |
| Versenyző                           | Versenyszám | Több. hely. száma | Hely.           | Több. hely. száma       | Hely.                   | Több. hely. száma | Hely. | 1                              | 2                              | 3                              | 4                              | 5                              | 6                              | 7                              | 8                              | 9                              | Több. hely. száma | Több. hely. össz. | Hely. össz. | Pont       | Helyezés   |
| ----------------------------------- | ----------- | ----------------- | --------------- | ----------------------- | ----------------------- | ----------------- | ----- | ------------------------------ | ------------------------------ | ------------------------------ | ------------------------------ | ------------------------------ | ------------------------------ | ------------------------------ | ------------------------------ | ------------------------------ | ----------------- | ----------------- | ----------- | ---------- | ---------- |
| Henriette Fröschl Christian Steiner | Jégtánc     | 7×10+             | 10.             | 6×10+                   | 10.                     | 5×10+             | 10.   | 10,0                           | 11,0                           | 10,0                           | 10,0                           | 10,0                           | 11,0                           | 11,0                           | 11,0                           | 10,0                           | 5×10+             | 50,0              | 94,0        | 178,38     | 10.        |

## Sífutás
Férfi
| Versenyző                                             | Versenyszám     | Eredmény   | Helyezés |
| ----------------------------------------------------- | --------------- | ---------- | -------- |
| Jochen Behle                                          | 15 km           | 43:16,05   | 12.      |
| Wolfgang Müller                                       | 15 km           | 44:02,54   | 21.      |
| Wolfgang Müller                                       | 30 km           | 1:35:37,46 | 37.      |
| Dieter Notz                                           | 15 km           | 44:54,11   | 36.      |
| Dieter Notz                                           | 30 km           | 1:31:58,27 | 22.      |
| Dieter Notz                                           | 50 km           | 2:37:47,41 | 22.      |
| Josef Schneider                                       | 30 km           | 1:34:05,33 | 31.      |
| Josef Schneider                                       | 50 km           | 2:40:49,68 | 29.      |
| Franz Schöbel                                         | 50 km           | 2:40:25,96 | 28.      |
| Peter Zipfel                                          | 15 km           | 44:38,23   | 26.      |
| Peter Zipfel                                          | 30 km           | 1:36:06,95 | 40.      |
| Peter Zipfel                                          | 50 km           | 2:37:09,74 | 21.      |
| Peter Zipfel Wolfgang Müller Dieter Notz Jochen Behle | 4 × 10 km váltó | 2:00:22,74 | 4.       |

Női
| Versenyző      | Versenyszám | Eredmény | Helyezés |
| -------------- | ----------- | -------- | -------- |
| Karin Jäger    | 5 km        | 16:38,47 | 32.      |
| Karin Jäger    | 10 km       | 33:01,76 | 26.      |
| Susi Riermeier | 5 km        | 16:31,07 | 31.      |
| Susi Riermeier | 10 km       | 32:37,57 | 21.      |

## Síugrás
| Versenyző        | Versenyszám | 1. ugrás | 1. ugrás | 2. ugrás | 2. ugrás | Összesítés | Összesítés |
| Versenyző        | Versenyszám | Pont     | Hely.    | Pont     | Hely.    | Pont       | Helyezés   |
| ---------------- | ----------- | -------- | -------- | -------- | -------- | ---------- | ---------- |
| Peter Leitner    | Normálsánc  | 114,3    | 18.      | 108,7    | 21.      | 223,0      | 19.        |
| Peter Leitner    | Nagysánc    | 116,6    | 14.*     | 104,9    | 21.      | 221,5      | 18.        |
| Hubert Schwarz   | Normálsánc  | 113,2    | 21.      | 95,9     | 35.*     | 209,1      | 25.        |
| Hubert Schwarz   | Nagysánc    | 115,5    | 16.      | 66,4     | 49.      | 181,9      | 41.        |
| Hermann Weinbuch | Nagysánc    | 83,2     | 47.*     | 72,2     | 47.      | 155,4      | 48.        |

* - egy másik versenyzővel azonos eredményt ért el

## Szánkó
| Versenyző                       | Versenyszám | 1. futam | 1. futam | 2. futam | 2. futam | 3. futam | 3. futam | 4. futam | 4. futam | Összesítés | Összesítés |
| Versenyző                       | Versenyszám | Idő      | Hely.    | Idő      | Hely.    | Idő      | Hely.    | Idő      | Hely.    | Idő        | Helyezés   |
| ------------------------------- | ----------- | -------- | -------- | -------- | -------- | -------- | -------- | -------- | -------- | ---------- | ---------- |
| Gerhard Böhmer                  | Férfi egyes | 44,010   | 8.       | 44,741   | 9.       | 44,434   | 7.       | 44,584   | 9.       | 2:57,769   | 7.         |
| Anton Wembacher                 | Férfi egyes | 44,308   | 13.      | 44,549   | 7.       | 44,835   | 9.       | 44,320   | 6.       | 2:58,012   | 8.         |
| Anton Winkler                   | Férfi egyes | 43,885   | 7.       | 44,045   | 5.       | 44,310   | 6.       | 44,305   | 4.       | 2:56,545   |            |
| Elisabeth Demleitner            | Női egyes   | 39,568   | 6.       | 39,460   | 2.       | 39,466   | 3.       | 39,424   | 5.       | 2:37,918   | 4.         |
| Andrea Fendt                    | Női egyes   | 40,234   | 14.      | 40,458   | 13.      | 40,215   | 12.      | 40,484   | 14.      | 2:41,391   | 12.        |
| Anton Winkler Anton Wembacher   | Kettes      | 39,916   | 6.       | 40,096   | 5.       |          |          |          |          | 1:20,012   | 6.         |
| Hans Brandner Balthasar Schwarm | Kettes      | 39,814   | 4.       | 40,249   | 7.       |          |          |          |          | 1:20,063   | 7.         |